# Azqueta

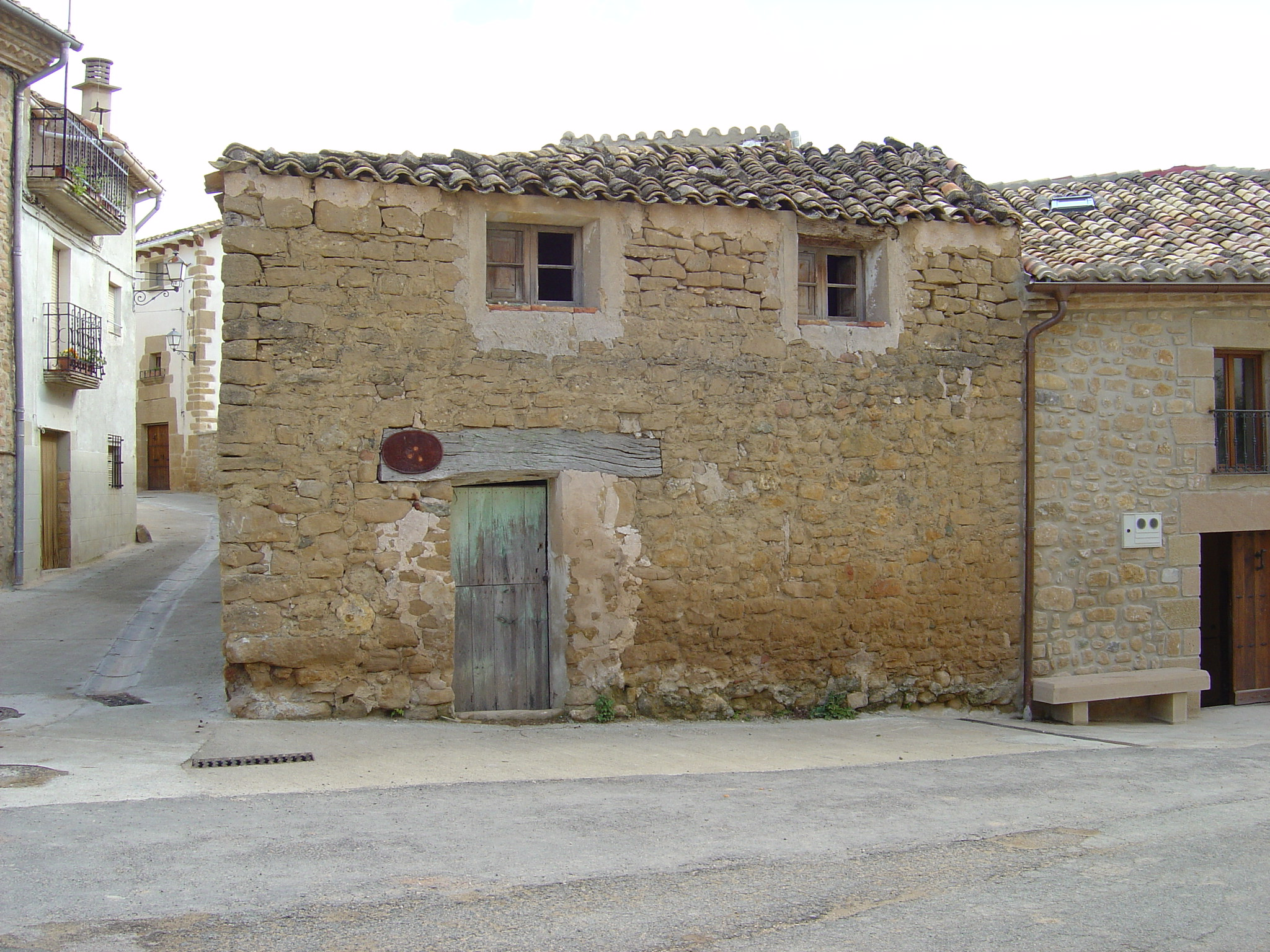
Rurale Architektur in Azqueta

Azqueta ist ein Dorf am spanischen Jakobsweg Camino Francés, es liegt in der Autonomen Gemeinschaft Navarra. Der Ort gehört zur Gemeinde Igúzquiza.

## Geschichte
Theobald II. gewährte dem Ort 1246 ein Fuero. Bis 1346 war das Dorf im Besitz der Kirche von Pamplona und ging dann an die navarresische Krone. 
Der Jurist und Statistiker Pascual Madoz schreibt über das Dorf 1847 in seiner geografisch-historischen Bestandsaufnahme Spaniens: „… kaltes, aber ziemlich gesundes Klima. (Der Ort) hat 18 Häuser, einige sehr klein, ein Gemeindehaus, in der auch die Grundschule untergebracht ist, wo sechzehn Kinder beiderlei Geschlechts wetteifern … An verschiedenen Punkten sprudeln mehr als zwanzig Quellen, deren Wasser, fast die besten der ganzen Provinz, nutzen die Einwohner für den Hausgebrauch, die Viehtränke und andere Zwecke … Bevölkerung: 15 Höfe, 104 Seelen.“

## Sehenswürdigkeiten
Die Pfarrkirche San Pedro ist mittelalterlichen Ursprungs und wurde im 16. Jahrhundert umgebaut. Trotz der jüngst abgeschlossenen Restaurierung resultiert das heutige Erscheinungsbild – eine Mischung aus gotischem und Renaissancestil – aus den damaligen Veränderungen. Einzig der Turm datiert aus dem Jahr 1949, nutzt aber die ursprünglichen Fundamente. Der Grundriss ist der eines lateinischen Kreuzes, ein Längs- und ein Querschiff werden von stattlichen Gewölben überdeckt, deren Schlusssteine Porträtbüsten zieren. Im Inneren ist das Barock-Retabel aus dem 16. Jahrhundert des Bildhauers Pedro Imberto beachtenswert sowie ein von Pedro de la Torre geschnitztes kleines Retabel, das der hl. Magdalena gewidmet ist. Während der Restaurierung kam außerdem eine Wandmalerei zutage, die hinter der Wandverkleidung versteckt war. Das steinerne Taufbecken ist romanisch.
Nahe der Kirche gibt es ein Haus aus dem 16. Jahrhundert, dessen Gesims mit Kugeln im Stil der Katholischen Könige verziert ist. Im unteren Teil befindet sich das Tor mit einem eben gearbeiteten Wappen. Über dem Torbogen finden sich drei weitere Wappen: zwei kleine mit den Buchstaben IHS und darüber ein größeres. Im Ortskern finden sich weitere Gebäude aus dem 16. Jahrhundert.

## Lokale Feste
- erster Sonntag im Mai: Wallfahrt zur Ermita de la Purísima
- 29. Juni: Patronatsfest
- zweiter Sonnabend im September: Día del Valle (Tag des Tales von Santesteban de la Solana, in dem sich Azqueta befindet)